# هورست زالومون
هورست زالومون (بالألمانية: Horst Salomon)‏ هو كاتب سيناريو ومؤلف وكاتب ألماني، ولد في 6 مايو 1929 في Dobrovolsk ‏ في روسيا، وتوفي في 20 يونيو 1972 في غيرا في ألمانيا.